# Федосов, Виктор Владиславович
Виктор Владиславович Федосов (род. 1964) — Заслуженный летчик-испытатель РФ, полковник, Герой Российской Федерации (2013).

## Биография
В 1985 году окончил Ейское ордена Ленина Краснознаменное высшее военное авиационное училище летчиков. С 1985 года начал службу в строевых частях ВВС.
После окончания центра подготовки летчиков-испытателей, вся дальнейшая служба связана с испытанием новых образцов авиационной техники в Государственном лётно-испытательном центре Министерства обороны имени В. П. Чкалова. Освоил 18 типов летательных аппаратов, особую известность пилоту принесло участие в испытаниях истребителя-бомбардировщика Су-34.
Награжден орденами за участие в боевых вылетах на Северном Кавказе в период конца 1990-х начала 2000-х годов.
Служил заместителем начальника 929-го Государственного лётно-испытательного центра Министерства обороны имени В. П. Чкалова по летной подготовке.
Является заместителем директора Инженерного центра Уральского завода гражданской авиации по испытаниям.